# Kroatische Badmintonmeisterschaft 2017
Die Kroatische Badmintonmeisterschaft 2017 fand vom 4. bis zum 5. Februar 2017 in Čakovec statt.

## Medaillengewinner
| Disziplin    | Gold                          | Silber                             | Bronze                            |
| ------------ | ----------------------------- | ---------------------------------- | --------------------------------- |
| Herreneinzel | Zvonimir Đurkinjak            | Igor Čimbur                        | Filip Špoljarec                   |
| Herreneinzel | Zvonimir Đurkinjak            | Igor Čimbur                        | Josip Uglešić                     |
| Dameneinzel  | Maja Pavlinić                 | Dora Drvodelić                     | Matea Čiča                        |
| Dameneinzel  | Maja Pavlinić                 | Dora Drvodelić                     | Nikolina Dimić                    |
| Herrendoppel | Igor Čimbur Zvonimir Hölbling | Filip Špoljarec Zvonimir Đurkinjak | Matija Hranilović Luka Vlahek     |
| Herrendoppel | Igor Čimbur Zvonimir Hölbling | Filip Špoljarec Zvonimir Đurkinjak | Filip Jagar Neven Rihtar          |
| Damendoppel  | Matea Čiča Staša Poznanović   | Katarina Galenić Maja Pavlinić     | Nikolina Dimić Dora Drvodelić     |
| Damendoppel  | Matea Čiča Staša Poznanović   | Katarina Galenić Maja Pavlinić     | Inga Sadaić Ela Trstenjak         |
| Mixed        | Igor Čimbur Matea Čiča        | Filip Špoljarec Dora Dragčević     | Zvonimir Đurkinjak Dora Drvodelić |
| Mixed        | Igor Čimbur Matea Čiča        | Filip Špoljarec Dora Dragčević     | Filip Jagar Lucija Buchberger     |